# Rebecca Pantaney
Rebecca Pantaney (* 7. Oktober 1975) ist eine englische Badmintonspielerin.

## Karriere
Rebecca Pantaney siegte 1994 bei den Hungarian International und 1997 bei den Czech International. Im Jahr 2000 war sie bei den Austrian International und den Iceland International erfolgreich. 1999 und 2001 nahm sie an den Badminton-Weltmeisterschaften teil.

## Sportliche Erfolge
| Saison    | Veranstaltung                             | Disziplin   | Platz | Name                             |
| --------- | ----------------------------------------- | ----------- | ----- | -------------------------------- |
| 1993      | England: Einzelmeisterschaft der Junioren | Damendoppel | 1     | Tracey Hallam / Rebecca Pantaney |
| 1994      | Hungarian International                   | Damendoppel | 1     | Sarah Hardaker / Rebeca Pantaney |
| 1997      | Czech International                       | Damendoppel | 1     | Rebecca Pantaney / Gail Emms     |
| 1997/1998 | EBU Circuit                               | Damendoppel | 1     | Rebecca Pantaney                 |
| 1999      | Weltmeisterschaft                         | Dameneinzel | 33    | Rebecca Pantaney                 |
| 2000      | Austrian International                    | Damendoppel | 1     | Rebecca Pantaney / Joanne Wright |
| 2000      | Iceland International                     | Dameneinzel | 1     | Rebecca Pantaney                 |
| 2001      | Weltmeisterschaft                         | Dameneinzel | 17    | Rebecca Pantaney                 |
| 2001      | Czech International                       | Dameneinzel | 1     | Rebecca Pantaney                 |